# Casimiro García-Abadillo
Casimiro García-Abadillo   (La Solana, 11 d'octubre de 1957) nom de ploma de Casimiro García-Abadillo Prieto és un periodista espanyol.

## Biografia
Després d'obtenir la seva llicenciatura en periodisme per la Universitat Complutense de Madrid, s'incorpora al diari econòmic Cinco Días l'any 1981. Amb posterioritat i durant la dècada dels vuitanta treballa successivament en els setmanaris Mercado i El Globo així com en el Diario 16.
El 1989 s'incorpora al recentment estrenat diari El Mundo dirigit per Pedro J. Ramírez, treballant com a redactor en cap i corresponsal econòmic. El juliol de 1999 és nomenat director adjunt i responsable d'informació. El novembre de 2004 va ascendir a la vicedirecció, i el 30 de gener de 2014 va ser nomenat director, en substitució del fundador, fins al maig de 2016.
És un dels artífexs de la línia editorial del diari i va conduir les investigacions periodístiques en assumptes com els casos Filesa, Ibercorp i Gescartera o l'atemptat de Madrid de l'11 de març de 2004.
Participa igualment en tertúlies polítiques de ràdio i televisió. Entre 1999 i 2005 va col·laborar amb el programa Buenos días de Radio Nacional de España i des d'aquesta data ho fa a Herrera en la onda d'Onda Cero. En televisió acudia assíduament des de 2006 a la tertúlia política de l'espai Madrid opina, d'Ernesto Sáenz de Buruaga, de Telemadrid, fins que el mateix locutor ho va fitxar a l'estiu de 2010 per a La Mañana de la cadena COPE.
El gener de 2011 comença a presentar el programa d'entrevistes En confianza, en la cadena de televisió Veo7. Va ser destituït com a director d'El Mundo el 30 d'abril de 2015. Posteriorment va dirigir el diari digital El Independiente fundat l'any 2016.

## Llibres publicats
- La rebelión de los Albertos (1989), amb Luis Fidalgo.
- Alicia Koplowitz: A solas con el poder (1990), amb Luis Fidalgo.
- La estafa: Ibercorp y el fin de una era  (1992), amb Jesús Cacho.
- De la euforia al descrédito: crónica del dinero (1995).
- El balance: luces y sombras de la España del PSOE (1997).
- 11-M la venganza (2004).
- Titadyn (2009), amb el químic Antonio Iglesias García
- La trampa (2012)